# 음성도서관
음성도서관(陰城圖書館)은 대한민국 충청북도 음성군 소재의 도서관이다.

## 연혁
- 1987. 11. 10 음성군도서관 설치조례 및 시행규칙 제정
- 1988. 04. 20 음성군도서관 개관
- 1991. 03. 26 음성도서관으로 명칭 변경
- 2000. 11. 26 충청북도 음성평생학습관 지정(2000~2002)
- 2002. 12. 26 충청북도 음성평생학습관 2~4차 지정(2003~2013)
- 2003. 12. 20 디지털 자료실 개실
- 2010. 06. 25 음성도서관 외관 및 정문 리모델링
- 2010. 12. 20 음성도서관 담장 보수

## 시설현황
- 2층: 일반열람실, 평생제1실, 평생제2실
- 1층: 자료열람실, 아동열람실, 디지털자료실, 사무실

## 이용 안내
이용 시간
- 열 람 실: 하절기(3월∼10월) 08:00 ∼ 22:00 / 동절기(11월∼2월) 08:00 ∼ 21:00
- 자료실 및 디지털자료실: 09:00 ～ 18:00

휴관일
- 매월 첫 번째, 세 번째 월요일
- 법정 공휴일
- 임시 휴관일(기타 특별한 사유로 관장이 지정한 날)